# Lomax Motor Car Company
Lomax Motor Car Company war ein US-amerikanischer Hersteller von Automobilen.

## Unternehmensgeschichte
Das Unternehmen wurde 1913 in Lomax in Illinois gegründet. Es stellte während der Jahre 1913 und 1914 Automobile her, die als Lomax vermarktet wurden. Außerdem stellte das Unternehmen in beiden Jahren auf den Automobilausstellungen in New York City und Chicago aus. Allerdings nahm die Presse davon wenig Notiz. Insgesamt entstanden nur wenige Fahrzeuge.

## Fahrzeuge
Das einzige Modell war ein Kleinwagen.